# Ir jezik
Ir jezik (ISO 639-3: irr; in, yir), austroazijski jezik uže katujske skupine, kojim govori 4 420 ljudi (2000) u laoskoj provinciji Saravan. Najsrodniji je jeziku ong [oog] s kojim uz još tri druga jezika čini centralnokatujsku podskupinu, ili ta’oih.

## Vanjske poveznice
- Ethnologue (14th)
- Ethnologue (15th)